# Дуглас (округ, Колорадо)
Ду́глас (англ. Douglas County) — округ в штате Колорадо, США. Официально образован 1 ноября 1861 года. Получил своё название в честь американского политического деятеля Стивена Дугласа. По состоянию на 2010 год, численность населения составляла 285 465 человека.

## География
По данным Бюро переписи США, общая площадь округа равняется 2 183,372 км2, из которых 2 175,602 км2 суша и 6,734 км2 или 0,300 % это водоёмы.

## Население
По данным переписи населения 2000 года в округе проживает 175 766 жителей в составе 60 924 домашних хозяйств и 49 835 семей. Плотность населения составляет 81,00 человек на км2. На территории округа насчитывается 63 333 жилых строений, при плотности застройки около 29-ти строений на км2. Расовый состав населения: белые — 92,77 %, афроамериканцы — 2,51 %, коренные американцы (индейцы) — 0,95 %, азиаты — 0,41 %, гавайцы — 0,06 %, представители других рас — 1,43 %, представители двух или более рас — 1,88 %. Испаноязычные составляли 5,06 % населения независимо от расы.
В составе 47,20 % из общего числа домашних хозяйств проживают дети в возрасте до 18 лет, 73,80 % домашних хозяйств представляют собой супружеские пары проживающие вместе, 5,70 % домашних хозяйств представляют собой одиноких женщин без супруга, 18,20 % домашних хозяйств не имеют отношения к семьям, 13,30 % домашних хозяйств состоят из одного человека, 1,90 % домашних хозяйств состоят из престарелых (65 лет и старше), проживающих в одиночестве. Средний размер домашнего хозяйства составляет 2,88 человека, и средний размер семьи 3,19 человека.
Возрастной состав округа: 31,60 % моложе 18 лет, 4,80 % от 18 до 24, 37,90 % от 25 до 44, 21,60 % от 45 до 64 и 21,60 % от 65 и старше. Средний возраст жителя округа 34 лет. На каждые 100 женщин приходится 99,70 мужчин. На каждые 100 женщин старше 18 лет приходится 97,40 мужчин.
Средний доход на домохозяйство в округе составлял 82 929 USD, на семью — 88 482 USD. Среднестатистический заработок мужчины был 60 729 USD против 38 965 USD для женщины. Доход на душу населения составлял 34 848 USD. Около 1,60 % семей и 2,10 % общего населения находились ниже черты бедности, в том числе — 1,90 % молодёжи (тех, кому ещё не исполнилось 18 лет) и 3,70 % тех, кому было уже больше 65 лет.